# Konzeptkunst

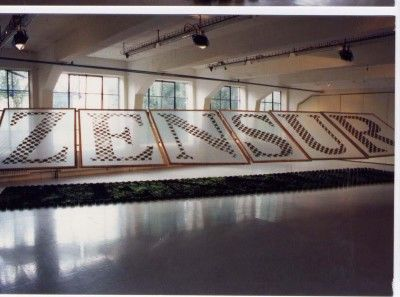
Edward Naujok, 1949–2016, Installation "Zensur"

Konzeptkunst (englisch conceptual art) ist eine in den 1960er-Jahren durch den US-amerikanischen Künstler Henry Flynt geprägte Bezeichnung für eine moderne Richtung der Bildenden Kunst.

## Begriff
Ursprünglich aus dem Minimalismus kommend, steht Konzeptkunst letztlich als Sammelbegriff für eine Weiterentwicklung der Tendenzen in der abstrakten Malerei und für unterschiedliche Kunstrichtungen wie Objektkunst oder Happening, die den Gedanken für die Bedeutung eines Kunstwerks als vorrangig gegenüber dessen Realisierung erachten.
Mel Bochners erste Ausstellung im Jahr 1966 „Working Drawings and Other Visible Things on Paper Not Necessarily Meant to Be Viewed as Art“ in der Galerie der School of Visual Arts in New York gilt als erste Ausstellung der Konzeptkunst-Bewegung. 1969 fand im Museum Morsbroich in Leverkusen die erste museale Konzeptkunst-Ausstellung in Deutschland statt.
„Die Ausführung des Kunstwerks ist von untergeordneter Bedeutung und muss nicht durch den Künstler selbst erfolgen.“ Im Vordergrund stehen Konzept und Idee, die für die künstlerische Arbeit als gleichwertig erachtet werden. An Stelle fertiger Bilder und Skulpturen treten in diesem Sinne Skizzen, Schriftstücke, Anleitungstexte oder unter Umständen Künstlerbücher, die eigene ästhetische Qualitäten entfalten, auf. Eines der Ziele ist die „Entmaterialisierung“ des Kunstwerks und die Einbeziehung des Betrachters. Gewohnte Sichtweisen, Begriffe und Zusammenhänge der Welt werden hinterfragt, neue Regeln erfunden. Es wird mit Kontexten, Bedeutungen und Assoziationen gearbeitet.
Theoretiker der Konzeptkunst sind Mel Bochner, Sol LeWitt, Art & Language, Joseph Kosuth und Victor Burgin. Ein künstlerisches Vorbild dieser Bewegung war Marcel Duchamp. Er grenzte seine Kunst von „retinaler Kunst“ ab, die überwiegend (beispielsweise effekthascherisch) auf das Auge einwirkt, statt als Vorstellung oder Verknüpfung von Bedeutung im Denken zu wirken. Dieser Ansatz lässt Konzeptkunst dem Laien oftmals elitär, spröde und schwer zugänglich erscheinen. Manches Werk der Konzeptkunst erschließt sich erst durch die Auseinandersetzung mit dem Künstler und seinem Denken.
Unterschiedlichste Strömungen der Avantgarde der 1960er Jahre wie die Malerei von Robert Ryman, die Fotobücher von Ed Ruscha, die Skulpturen von Carl Andre, Robert Morris oder Robert Smithson und auch Happening, Fluxus und Wiener Aktionismus waren unmittelbare und oft zum Verwechseln ähnliche Vorläufer des Konzeptualismus.
Unter anderem durch den Einfluss von Kunstzeitschriften wie Artforum und Avalanche, Parachute, Flash Art, Art Press entstanden sehr bald schnell in Amerika und Europa Gruppen von Konzeptualisten, die sich an New York orientierten und dennoch eigenständige regionale Zentren bildeten, in Nordamerika etwa San Francisco, Los Angeles, San Diego, Vancouver und Toronto.

## Bildende Künstler
- Vito Acconci (1940–2017, USA)
- Vincenzo Agnetti (1926–1981 Italien)
- Ai Weiwei (* 1957, China)
- Johannes Angerbauer-Goldhoff (* 1958, Österreich)
- Eleanor Antin (* 1935, USA)
- Arakawa (1936–2010, USA)
- Art & Language (* 1968, England)
- Michael Asher (1943–2012, USA)
- Terry Atkinson (* 1939, England)
- John Baldessari (1931–2020, USA)
- Michael Baldwin (* 1945, England)
- Stefan Banz (1961–2021, Schweiz)
- Robert Barry (* 1936, USA)
- Bernd und Hilla Becher (1931–2007, 1934–2015, Deutschland)
- Joseph Beuys (1921–1986, Deutschland)
- Adolf Bierbrauer  (1915–2012, Deutschland)
- Guy Bleus (* 1950, Belgien)
- Mel Bochner (1940–2025, USA)
- Cosima von Bonin (* 1962, Kenia)
- Ecke Bonk (* 1953, Ägypten)
- Karsten Bott (* 1960, Deutschland)
- George Brecht (1926–2008, USA)
- Bazon Brock (* 1936, Deutschland)
- Marcel Broodthaers (1924–1976, Belgien)
- Stanley Brouwn (1935–2017, Niederlande)
- Lucius Burckhardt (1925–2003, Schweiz)
- Daniel Buren (* 1938, Frankreich)
- Victor Burgin (* 1941, England)
- Ian Burn (1939–1993, Australien)
- Eugenia Butler (1947–2008, USA)
- John Cage (1912–1992, USA)
- Sophie Calle (* 1953, Frankreich)
- Daniela Comani (* 1965, Italien)
- Paul Cotton (* 1939, USA)
- Hanne Darboven (1941–2009, Deutschland)
- Stefan Demary (1958–2010, Deutschland)
- Jan Dibbets (* 1941, Niederlande)
- Marcel Duchamp (1887–1968, Frankreich, USA)
- Maria Eichhorn (* 1962, Deutschland)
- Pieter Engels (1938–2019, Niederlande)
- Miklós Erdély (1928–1986, Ungarn)
- Hans-Peter Feldmann (1941–2023, Deutschland)
- Gerald Ferguson (1937–2009, USA, Kanada)
- Thomas Feuerstein (* 1968, Österreich)
- Barry Flanagan (1941–2009, England)
- Kurt Fleckenstein (* 1949, Deutschland)
- Samuel J. Fleiner (* 1963, Deutschland)
- Henry Flynt (* 1940, USA)
- Y. Fongi (1936–2012, Deutschland)
- Terry Fox (1943–2008, USA)
- H. R. Fricker (1947–2023, Schweiz)
- Howard Fried (* 1946, USA)
- Hamish Fulton (* 1946, England)
- Jochen Gerz (* 1940, Deutschland)
- Hubertus Gojowczyk (* 1943, Deutschland)
- Dan Graham (1942–2022, USA)
- Klaus Groh (* 1936, Deutschland)
- Hetum Gruber (1937–2019, Deutschland)
- Genco Gulan (* 1969, Türkei)
- Hans Haacke (* 1936, Deutschland)
- Jens Haaning (* 1965, Dänemark)
- Heinz Hausmann (* 1959, Deutschland)
- Andreas Heusser (* 1976, Schweiz)
- Martin Höfer (* 1982, Deutschland)
- Olaf Holzapfel (* 1967), Deutschland
- Jenny Holzer (* 1950, USA)
- Douglas Huebler (1924–1997)
- Res Ingold (* 1954, Schweiz)
- Renata Jaworska (* 1979, Deutschland)
- Ilja Kabakow (1933–2023, UdSSR)
- On Kawara (1933–2014, Japan)
- Peter Kees (* 1965, Deutschland)
- Jonathon Keats (* 1971, USA)
- Hans-Peter Klie (* 1956, Deutschland)
- Manfred Kohrs (* 1957, Deutschland)
- Joseph Kosuth (* 1945, USA)
- Michael Kress (* 1964, Deutschland)
- Yves Klein (1928–1962, Frankreich)
- Barbara Kruger (* 1945, USA)
- László Lakner (* 1936, Ungarn)
- David Lamelas (* 1946)
- Stefan Micheel (* 1955, Deutschland)
- Reinhard Mucha (* 1950, Deutschland)
- Jean Le Gac (* 1936, Frankreich)
- Barry Le Va (1941–2021, USA)
- Jac Leirner (* 1961, Brasilien)
- Sol LeWitt (1928–2007, USA)
- Richard Long (* 1945, England)
- Lee Lozano (1930–1999, USA)
- Leda Luss Luyken (* 1952, GR)
- Walter De Maria (1935–2013, USA)
- Kris Martin (* 1972, Belgien)
- Gordon Matta-Clark (1943–1978, USA)
- Dieter Meier (* 1945, Schweiz)
- Ana Mendieta (1948–1985, Kuba)
- Philip Kojo Metz (* ca. 1970, Heidelberg)
- Orlando Mohorović (1950–2018, Kroatien)
- Bruce Nauman (* 1941, USA)
- Edward Naujok (1949–2016, Deutschland)[4]
- Roman Ondák (* 1966, Slowakei)
- Yoko Ono (* 1933, Japan)
- Roman Opalka (1931–2011, Polen, Frankreich)
- Dennis Oppenheim (1938–2011, USA)
- Robin Page (1932–2015, Großbritannien)
- Nam June Paik (1932–2006, Südkorea)
- Beate Passow (* 1945, Deutschland)
- Adrian Piper (* 1948, USA)
- Vettor Pisani (1934–2011, Italien)
- Dmitri Alexandrowitsch Prigow (1940–2007, Russland)
- Hans-Peter Porzner (* 1958, Deutschland)
- Gian Carlo Riccardi (1933–2015, Italien)
- Klaus Rinke (* 1939, Deutschland)
- Christian Rothacher (1944–2007, Schweiz)
- Allen Ruppersberg (* 1944, USA)
- Günter Sarée (1940–1973, Deutschland)
- Sarkis Zabunyan (* 1938, Türkei)
- Karl Schaper (1920–2008, Deutschland)
- Jean-Frédéric Schnyder (* 1945, Schweiz)
- Santiago Sierra (* 1966, Spanien)
- Wolfgang Sohm (* 1960, Österreich)
- Bodo Sperling (* 1952, Deutschland)
- Volker Steinbacher (* 1957, Deutschland)
- Stiletto Studios (* 1959, Deutschland)
- René Straub (* 1947, Deutschland)
- Jacek Tylicki (* 1951, Polen, USA)
- Timm Ulrichs (* 1940, Deutschland)
- Wolf Vostell (1932–1998, Deutschland)
- Franz Erhard Walther (* 1939, Deutschland)
- Peter Weibel (1944–2023, Österreich)
- Valie Export (* 1940, Österreich)
- Lawrence Weiner (1942–2021, USA)
- Roger Welch (* 1946, USA)
- Wilm Weppelmann (* 1957, Deutschland)
- Joyce Wieland (1931–1998, Kanada)
- Rémy Zaugg (1943–2005, Schweiz)
- Markus Zürcher (1946–2013, Schweiz)

## Musiker
- John Cage
- Johannes Kreidler